# Cromo
Il cromo è l'elemento chimico di numero atomico 24, ha un numero di massa (pari alla somma dei suoi neutroni e dei suoi protoni) di 52 e il suo simbolo è Cr. È il primo elemento del gruppo 6 del sistema periodico, facente parte del blocco d. È un metallo di transizione lucente, di color grigio-acciaio, duro e fragile, molto resistente alla corrosione. Il nome deriva dal greco χρῶμα (chrôma), colore, per la varietà dei colori dei suoi composti.

## Storia
Nel 1761 Johann Gottlob Lehmann trovò un minerale color rosso-arancio nei monti Urali, che battezzò piombo rosso siberiano: erroneamente identificato come un composto di piombo con parti di selenio e ferro, il minerale era in realtà un cromato di piombo.
Nel 1770 Peter Simon Pallas visitò lo stesso sito di Lehmann e rinvenne un altro "minerale di piombo" color rosso che poteva essere utilmente impiegato come pigmento per vernici. Nello stesso anno François Sulpice Beudant attribuì al nuovo minerale il nome di crocoite.
L'uso del piombo rosso siberiano si sviluppò rapidamente; nello stesso periodo un colore giallo brillante ricavato sempre dalla crocoite divenne molto di moda.
Nel 1797 Nicolas-Louis Vauquelin ricevette dei campioni di crocoite e riuscì a ricavarne ossido di cromo (CrO3) mescolando la crocoite con acido cloridrico; un anno più tardi scoprì che poteva ottenere cromo metallico riscaldando l'ossido in un letto di carbone. Fu anche in grado di rilevare tracce di cromo in alcune gemme preziose, come rubini e smeraldi.
Durante l'Ottocento la crocoite come materia prima per l'estrazione del cromo fu soppiantata dalla cromite (scoperta nel 1797 ma descritta solo nel 1845 da Wilhelm von Haidiger), la quale ha contenuto decisamente più alto di cromo (fino a più del 40% in peso, contro un massimo del 16% nella crocoite).
Durante il XIX secolo il cromo fu usato principalmente per preparare vernici e pigmenti vari; oggi l'uso principale del cromo (85% del totale) è per leghe metalliche, con il resto diviso fra l'industria chimica, le fonderie e le fabbriche di laterizi.
Il nome "cromo" deriva dalla parola greca chroma, che vuol dire "colore", a causa del gran numero di composti vivacemente colorati di tale elemento.

## Caratteristiche chimico-fisiche
Il cromo è un metallo durissimo, impiegato nelle leghe di acciai inossidabili. Partecipa anche alla formazione di leghe d'alluminio, rame e nichel. È impiegato come rivestimento protettivo delle superfici metalliche (cromatura), che in tal modo acquistano splendore e resistenza alla corrosione.
Il calore specifico del cromo è 0,45 J/(g·K).
Gli stati di ossidazione più comuni del cromo sono +2, +3 e +6, di cui +3 è il più stabile; gli stati +4 e +5 sono relativamente rari. I composti del cromo +6 (cromo esavalente) sono potenti ossidanti, e gli effetti tossici e cancerogeni del cromo esavalente sono principalmente imputati a questa caratteristica, rendendolo fortemente aggressivo nei confronti dei sistemi biologici. Allo stato di ossidazione zero (convenzionale) forma il complesso organometallico cromo esacarbonile, Cr(CO)6 e il complesso arenico dibenzenecromo.

## Isotopi
Del cromo si conoscono almeno 26 isotopi, con numeri di massa che vanno da A = 42, ad A = 67. Tra questi, quelli presenti in natura, e che sono osservativamente stabili, sono i quattro isotopi che seguono, con le loro abbondanze relative in parentesi: 50Cr (4,345%), 52Cr (83,789%, il più abbondante, con N = 28, numero magico di neutroni), 53Cr (9,501%) e 54Cr (2,365%). Passando dal primo all'ultimo di questi, l'eccesso dei neutroni sui protoni va da 2 a 6.

### Isotopi stabili
Il primo degli isotopi naturali, il nuclide 50Cr è osservativamente stabile ma, dato che il suo decadimento a 50Ti è energeticamente favorito, si sospetta che possa avvenire. Le due modalità permesse sono la doppia cattura elettronica (εε), con rilascio di 1173,3 keV di energia, o anche il modo combinato di cattura elettronica e contemporanea emissione di positrone (εβ+), con rilascio di energia di 296,07 keV, mentre il modo di doppia emissione di positrone (2β+) è energeticamente proibito. L'emivita stimata del processo è di 1,3×1018 anni. Gli altri tre isotopi menzionati sono stabili.
L'isotopo 53Cr è l'unico ad avere uno spin nucleare (3/2-) e ciò permette di usare la risonanza magnetica nucleare per l'elemento cromo (53Cr-RMN), ma il suo valore maggiore di 1/2 comporta la presenza di un momento di quadrupolo nucleare, che causa allargamento dei picchi; tuttavia, in alcuni casi la tecnica è stata applicata, sebbene solo su campioni allo stato solido.
Il 53Cr è un nuclide radiogenico del cromo, prodotto dal decadimento per cattura elettronica da parte del manganese-53 (T1/2 = 3,7 milioni di anni), un radionuclide ormai estinto. Questo collega gli isotopi di Cr e Mn nelle indagini sui processi di nucleosintesi agli inizi della coalescenza del Sistema solare. Parallelamente, lo studio del rapporto 54Cr/52Cr nelle condriti carbonacee che si rinvengono nelle meteoriti riveste importanza per lo studio dell'evoluzione del Sistema Solare.

### Isotopi radioattivi
Il  48Cr (spin 0), con un numero di protoni e neutroni uguale, non è stabile; decade in modalità coesistente (ε/β+): principalmente (99,4%) per cattura elettronica (ε), accompagnata in percentuale restante da emissione di positrone (β+) per dare vanadio-48 (Qε = 1656 keV, Qβ+ = 634,01 keV, T1/2 = 21,56 ore). Quest'ultimo non è stabile e decade a sua volta, ancora in modalità coesistente (ε/β+) a titanio-48, stabile.
Il 49Cr (spin 5/2-), decade in modalità coesistente (ε/β+) a vanadio-49 (Qε = 2,626 MeV, Qβ+ = 1,604 MeV, T1/2 = 42,33 minuti), che poi decade a sua volta, per cattura elettronica (ε), a titanio-49, stabile.
Il 51Cr (spin 7/2-), è un isotopo instabile che si trova in mezzo a due stabili: 50Cr e 52Cr; decade per cattura elettronica (ε) a vanadio-51, stabile (Q = 752,58 keV, T1/2 = 27,70 giorni). È usato da tempo come radiofarmaco diagnostico in ematologia e nefrologia. Viene anche ampiamente impiegato in saggi di citotossicità.
Il 55Cr (spin 3/2-), decade β− a manganese-55, stabile (Q = 2,603 MeV, T1/2 = 3,497 minuti).
Il 56Cr (spin 0), decade β− a manganese-56 (Q = 1,628 MeV, T1/2 = 5,933 minuti), che poi decade a sua volta, ancora β−, a ferro-56, stabile.
Tutti gli altri isotopi sono molto radioattivi, con emivite di meno di un minuto.

## Produzione

### Materia prima
Il cromo si estrae dal suo principale minerale, la cromite (FeCr2O4), un ossido misto di Cr(III) e Fe(II) ed anche uno spinello. Circa metà della cromite estratta nel mondo viene dal Sudafrica. Altri produttori importanti sono il Kazakistan, l'India e la Turchia. Esistono molti giacimenti vergini di cromite, ma sono concentrati quasi tutti in Kazakistan e in Sudafrica. La produzione annua nel 2000 è stata di circa 15 milioni di tonnellate, convertita quasi tutta in 40 milioni di tonnellate di lega ferro-cromo con un valore approssimativo di mercato di 2 miliardi di euro.
I depositi di cromo nativo puro sono rari: la miniera Udačnaja in Russia ne produce piccole quantità. È una miniera di diamanti che sfrutta una vena di kimberlite, in cui l'ambiente riducente favorisce l'accumulo di cromo metallico puro.

### Processi
Riduzione chimica dell'ossido di cromo(III) con alluminio, silicio o carbone:
Cr2O3 + 2 Al → Al2O3 + 2 Cr
Cr2O3 + 3 C → 3 CO + 2 Cr
Per via elettrochimica è possibile ridurre l'allume di cromo e l'ossido di cromo(VI).

Produzione mondiale di cromo per nazione
Produzione annuale di cromo

## Produzione mondiale
| I maggiori produttori di cromo nel 2019 | I maggiori produttori di cromo nel 2019 | I maggiori produttori di cromo nel 2019 |
| Posizione                               | Paese                                   | Produzione (Mille tonnellate)           |
| --------------------------------------- | --------------------------------------- | --------------------------------------- |
| 1                                       | Sudafrica                               | 16395                                   |
| 2                                       | Turchia                                 | 10000                                   |
| 3                                       | Kazakistan                              | 6700                                    |
| 4                                       | India                                   | 4139                                    |
| 5                                       | Finlandia                               | 2415                                    |
| 6                                       | Brasile                                 | 200                                     |
|                                         | Altri paesi                             | 4910                                    |

## Composti
Il bicromato di potassio è un potente agente ossidante ed è il miglior composto disponibile per eliminare ogni possibile composto organico dai vetri di laboratorio, ma è altamente tossico e mutageno. Il verde cromo è un ossido di cromo, Cr2O3 usato nelle vernici per miniature, modellismo e pittura su vetro. Il giallo cromo è un pigmento giallo brillante, PbCrO4, usato dai pittori.
L'acido cromico ha la formula (ipotizzata) H2CrO4. Né l'acido cromico né l'acido dicromico sono presenti in natura, ma i loro anioni si possono ritrovare in una gran varietà di composti. Sia il triossido di cromo, CrO3 (l'anidride cromica) che l'acido cromico propriamente detto sono venduti industrialmente come "acido cromico".

## Applicazioni
Utilizzi del cromo e dei suoi composti:
- In metallurgia, per conferire resistenza alla corrosione ed una finitura lucida:
  - come costituente per leghe resistenti al calore (grazie alla funzione protettiva dell'ossido Cr2O3), come nell'acciaio inox, nelle leghe per resistenze elettriche al Ni-Cr (80% Ni - 20% Cr) o Fe-Ni-Cr (con tenori massimi del 30%),
  - nella cromatura,
  - nell'alluminio anodizzato.
- Per smalti e vernici.
  - L'ossido di cromo(III) è un lucidante per metalli conosciuto come green rouge.
  - I sali di cromo colorano il vetro di verde smeraldo.
  - Il cromo è responsabile del colore rosso dei rubini, ed è usato nella produzione di rubini sintetici.
- Come catalizzatore.
- La cromite si usa per fare impasti per la cottura dei mattoni.
- Sali di cromo si usano nella conciatura del cuoio.
- Il bicromato di potassio è un reagente chimico ed è anche un agente titolante. Si usa anche come mordenzante per tinture per stoffa.
- La miscela cromica è usata nella pulitura della vetreria di laboratorio.
- L'ossido di cromo(IV) (CrO2) si usa come materiale magnetico nella fabbricazione di nastri magnetici: grazie alla maggiore coercitività rispetto al ferro, i nastri al cromo offrono prestazioni superiori.

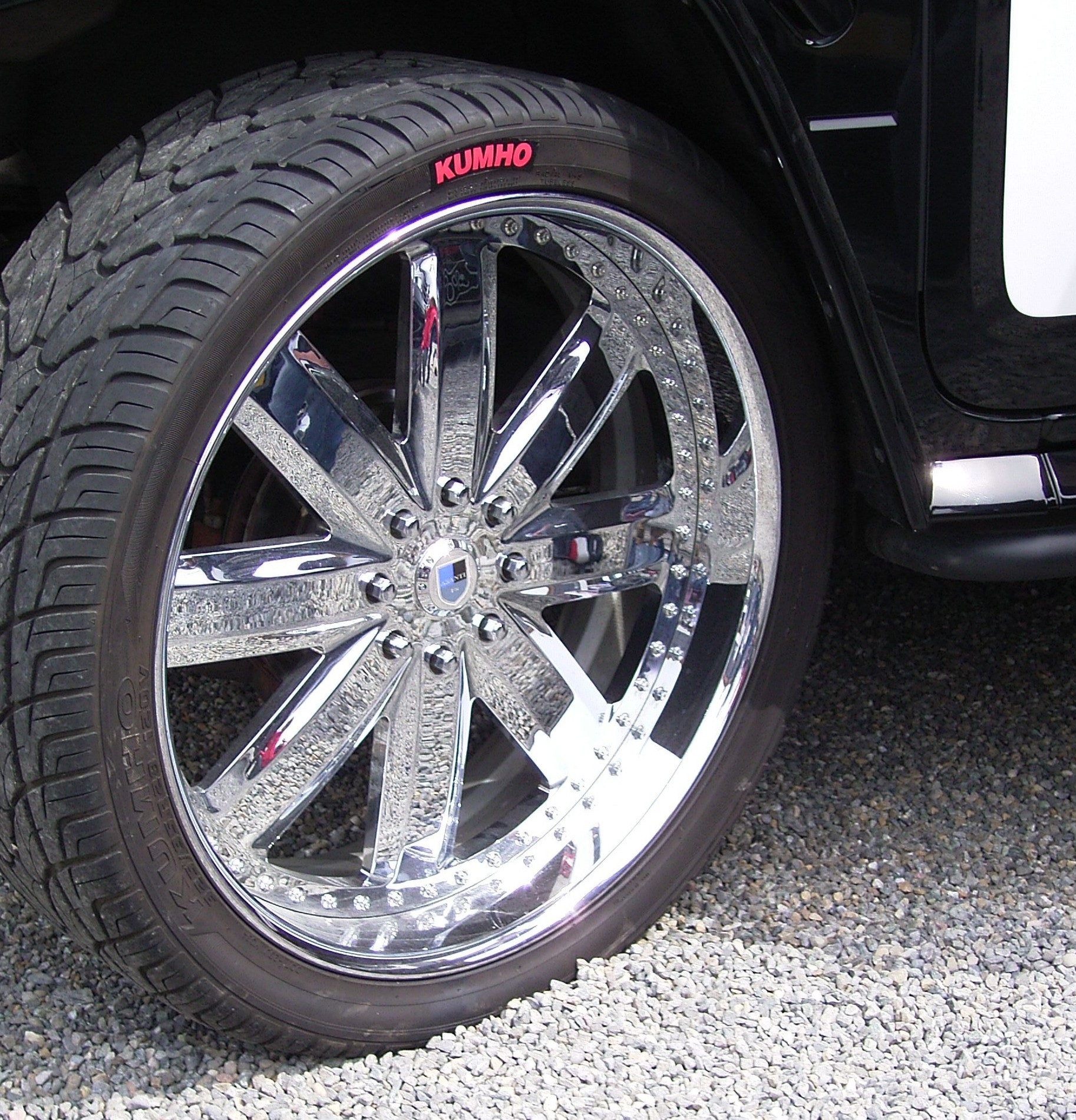
Cerchione cromato
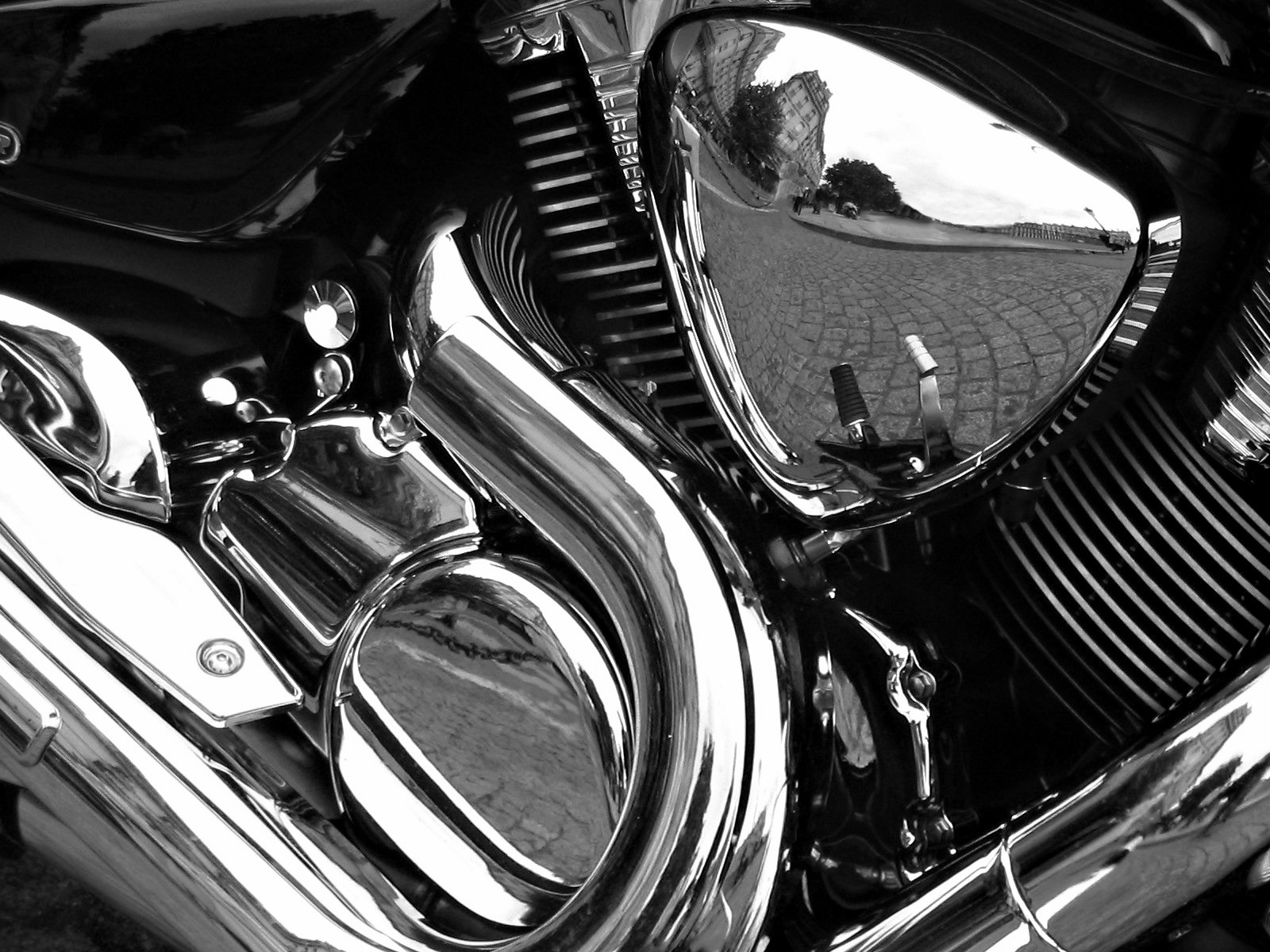
Componenti cromati in una motocicletta

## Precauzioni e tossicologia
Il cromo metallico e i composti del cromo trivalente non sono normalmente considerati pericolosi per la salute, ma i composti del cromo esavalente (cromati e bicromati) sono molto tossici se ingeriti o se i fumi vengono respirati. La dose letale di composti di cromo esavalente è, per esempio, nel caso del bicromato d'ammonio, per somministrazione orale LD50 <190 (Cr6+) mg/kg nel ratto. Dimostra irritabilità primaria ed è corrosivo sulla pelle e sulle mucose, può essere mortale se assorbito anche attraverso la pelle e se ingerito; l'inalazione può provocare spasmo dei bronchi, infiammazione ed edema della laringe e dei bronchi, polmonite chimica ed edema polmonare. Presenta frequentemente fenomeni di sensibilizzazione se inalato, e a contatto con la pelle. Si sospetta essere teratogeno ed è classificato come cancerogeno per quasi tutti gli organismi viventi (tra cui anche gli esseri umani).
Si discute invece se il cromo trivalente sia un oligonutriente essenziale, necessario per il corretto metabolismo degli zuccheri nel corpo umano. La Food Standards Agency inglese, per esempio ha visto e ricorretto i dati relativi al fabbisogno umano di tale elemento, spesso supplementato nella dieta in forma di cromo picolinato e varie volte accusato di essere al contrario solamente dannoso, o al più ininfluente, se assunto in piccole dosi. Non è dimostrato che una carenza di cromo influenzi eventualmente la capacità dell'insulina di regolare il livello di glucosio nel sangue. Diversamente da altri oligominerali, non è stata trovata traccia di atomi di cromo in alcuna metalloproteina dotata di attività biologica e neppure in altri composti attivi. Il ruolo del cromo nel metabolismo degli zuccheri resta dunque, per ora, un mistero o un fatto irrilevante.
Poiché molti composti del cromo sono stati e sono tuttora usati in colori, vernici e nella concia del cuoio, molti di essi si ritrovano oggi nel terreno e nelle falde acquifere in siti industriali abbandonati, che ora necessitano di decontaminazione e recupero ambientale.
Nel 1958 l'OMS consigliò una concentrazione massima ammissibile per il cromo esavalente di 0,05 mg/l nell'acqua potabile, sulla base di misure di salvaguardia per la salute. Tale raccomandazione è stata rivista molte volte, ma il valore fissato non è mai stato elevato.
A partire dal 1º luglio 2006 è diventata obbligatoria la Direttiva della Comunità Europea 2002/95/CE (RoHS) che vieta l'utilizzo di cromo esavalente come componente nei rivestimenti anticorrosione in vari tipi di apparecchiature elettriche ed elettroniche.

### Cromo trivalente
Risultati contrastanti di studi di tossicità subcronica, cronica e riproduttiva sui sali del cromo solubile (III) e sull'uomo impediscono di determinare il valore massimo di tossicità.

Il gruppo di esperti sulle vitamine e minerali del Regno Unito (EVM) ha definito non tossica una dose di 0,15 mg/kg di peso corporeo / giorno di cromo (III) (o 10 mg / persona / giorno).

L'OMS ha fissato il limite alla supplementazione di cromo a 250 μg / giorno.
Più studi hanno affermato che il cromo picolinato monoidrato non è mutageno o cancerogeno, con un ampio margine di sicurezza di 4-5 ordini di grandezza.L'US National Toxicology Programme (NTP) ha accertato nei ratti e topi l'assenza di danni al DNA per la somministrazione equivalente nell'uomo a 50 000 mg/kg della dieta per un periodo di due anni, molto più alto della dose di 250 µg/giorno

### Intossicazione acuta
La maggior parte dei composti del cromo esavalente sono irritanti per gli occhi, per la pelle e per le mucose, ed un'esposizione cronica ad essi può causare danni permanenti agli occhi, se non adeguatamente curati. L'ingestione di liquidi contenenti cromo (accidentale o a scopo suicidario) provoca gravi gastroenteriti con nausea, dolori addominali, vomito e diarrea. A questa fase segue il danno epatico e renale e necrosi tubulare acuta con sviluppo di insufficienza renale acuta molto grave e possibile morte.

### Intossicazione cronica
Il cromo è responsabile di una lunga serie di effetti tossici cronici. Tra questi i più noti sono:
- Congiutiviti e cheratocongiuntiviti croniche
- Dermatiti irritative, talora ulcerazioni a carico di avambracci, mani e piedi
- Laringite cronica, bronchite, asma
- Epatopatie e disturbi a carico del tratto gastrointestinale
- Rinite ulcerativa, con possibile perforazione del setto nasale

Il cromo esavalente è inoltre un famoso agente cancerogeno per gli esseri umani (gruppo I secondo IARC).
Esiste infatti una estesa letteratura scientifica (vedi Bibliografia), dimostrante gli effetti cancerogeni del cromo (VI) sia in esperimenti di laboratorio che come casistica. Il cromo è responsabile di:
- Carcinoma dei seni paranasali
- Carcinoma del polmone, soprattutto negli addetti alla cromatura elettrolitica e alla produzione dei pigmenti del cromo.

### Indicatori di dose
Per stabilire la possibile esposizione al cromo, si deve procedere alla misurazione del cromo urinario prima e dopo il turno lavorativo. Questo semplice metodica permette di quantificare l'esposizione al tossico in soggetti con manifestazioni cliniche suggestive di intossicazione da cromo.